# Kis József (alkirálybíró)
Baczka-madarasi Kis József (Székelyudvarhely, 1772. október 31. – 1830. június 6.) alkirálybíró.

## Élete
Kis Gergely, tanár-író és Komáromi Terézsi fia. Szülővárosában a kollégiumban tanult. 1787 őszén Nagyenyedre ment. Már 13-14 éves korában levelezésben állott főrangú családokkal és apja egykori barátaival. Közigazgatási hivatalt vállalt Alsó-Fejérmegye főnótáriusa, aztán alispánja, alkirálybirája lett. 
1830. június 6-án amikor egy nagy hágóra ment föl kocsijával, hátulja a derékszögben kiszabadulván, visszaesett és ütközés következtében meghalt. Végrendeletében a székelyudvarhelyi iskolára 80 000 váltó forintot hagyott. Sírja fölé a magyarigeni temetőben a székelyudvarhelyi kollégium elöljárósága a 19. század végén díszes emlékoszlopot állíttatott.

## Munkája
- Fő notárius Kis József köszöntése. Gróf Bethlen Imre úr ő excellentiájának nemes Alsó-Fehér vármegye fő-ispányi székébe Nagy-Enyeden decz. 18. 1817-ben lett örvendetes bé-ülésekor. Hely és évsz. n.

Leveleiből néhányat közölt a székely-udvarhelyi ev. ref. Kollegium Értesítője 1895.